# Xoliswa Sithole
Xoliswa Sithole es una actriz, productora y directora de cine sudafricana.

## Biografía
Sithole nació en Sudáfrica, pero cuando tenía tres años se trasladó con su familia a Zimbabue. Se crio en el exilio. Se graduó en Literatura Inglesa en la Universidad de Zimbabue. Posteriormente marchó a Londres, donde vivió cinco años.
Xoliswa Sithole es la primera persona de Sudáfrica que ha ganado un premio BAFTA, que le fue concedido por su documental Orphans of Nkandla, en el que expone los efectos de la epidemia del SIDA en la infancia africana.
Sithole participó como actriz en varias películas a finales de los años ochenta y pasó a dirigir documentales como Shouting Silent, una historia personal sobre cómo el SIDA afectó a su familia, incluyendo la muerte de su madre, Doreen Sithole.

## Obra

### Como actriz
Grita libertad (1987)
Mandela (1987)

### Como directora
Shouting Silent (2002)

### Como productora
The Orphans of Nkandla (2004)